# Hypo Noe Landesbank

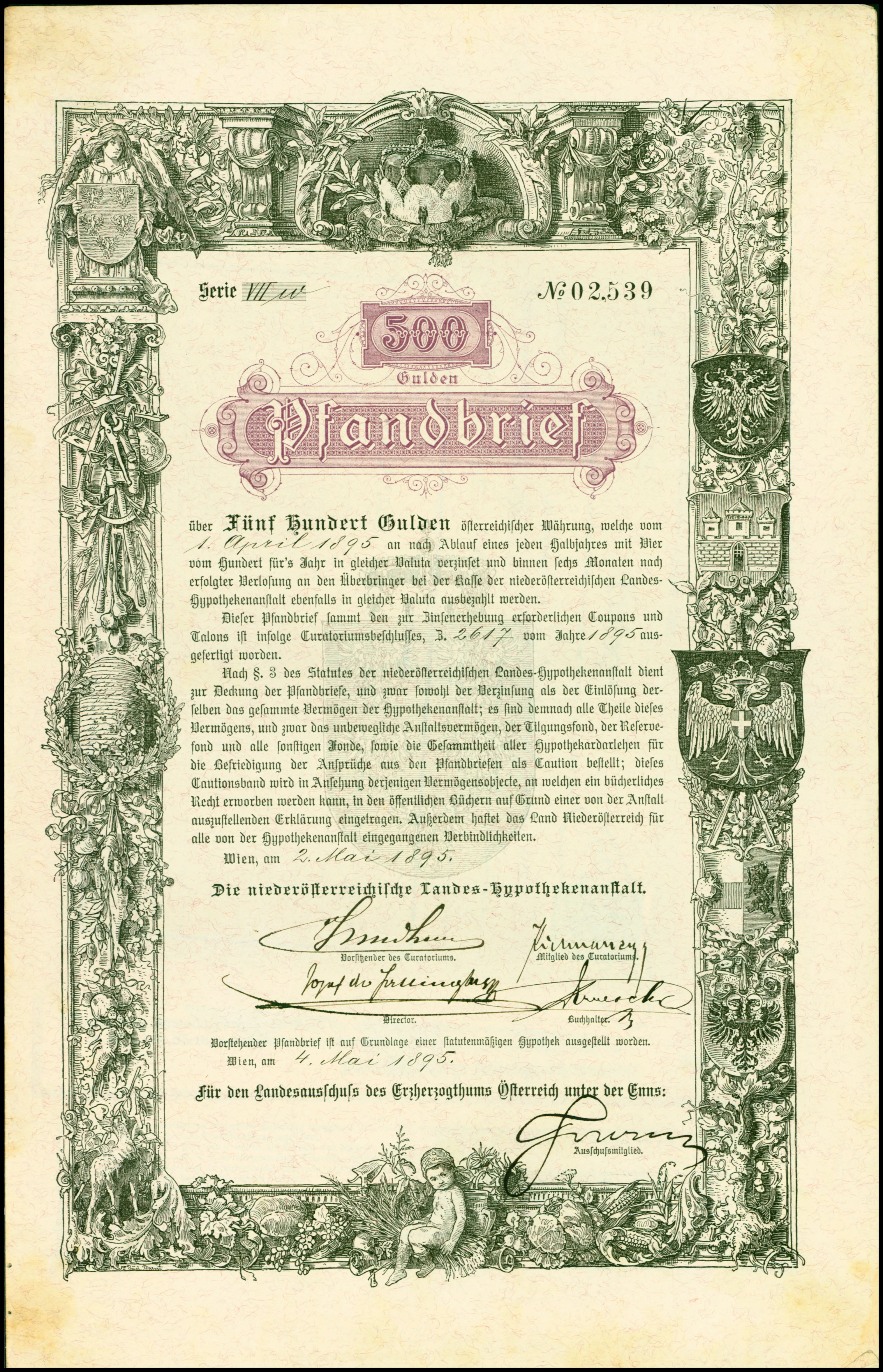
Pfandbrief über 500 Gulden der Niederösterreichische Landes-Hypothekenanstalt von 1895

Die Hypo Noe Landesbank für Niederösterreich und Wien AG (kurz: HYPO NOE Landesbank) ist eine der ältesten und größten Landesbanken Österreichs. Die Hypo Noe Landesbank ist im Konzernverbund ein Partner für die Öffentliche Hand, Immobilien- und Großkunden sowie Privat- und Geschäftskunden im Kernmarkt Niederösterreich, Wien und selektiv in der Donauraumregion. Das Land Niederösterreich ist 100-Prozent-Eigentümer der Bank. Die Strategie basiert auf Regionalität, Kundennähe und Nachhaltigkeit.

## Geschichte

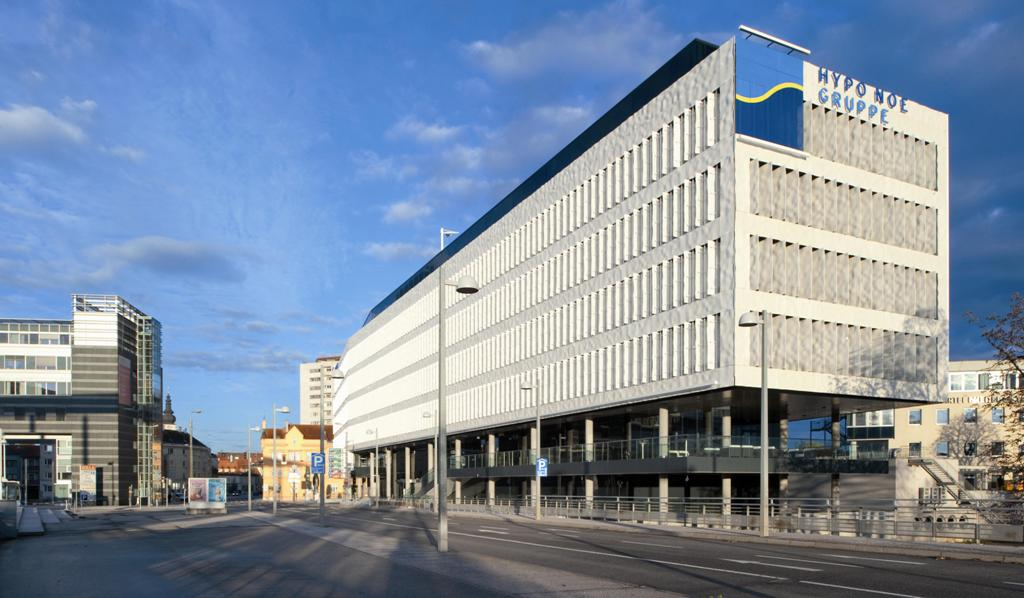

Der älteste Teil des Konzerns ist die Landesbank, die als Landes-Hypothekenanstalt für Niederösterreich bereits im Jahr 1888 gegründet wurde. Anlässlich der Teilprivatisierung wurden 26 % an die Österreichische Volksbanken-Aktiengesellschaft verkauft.
1998 verlegte die Bank ihren Konzernsitz nach St. Pölten. Im Jahr 1999 wurde der Anteil der ÖVAG auf 41 % erhöht. Im Jahr 2007 erwarb das Land die ÖVAG Anteile zurück und die Bank wird in die Hypo Investmentbank AG und die Niederösterreichische Landesbank-Hypothekenbank Aktiengesellschaft (Hypo Landesbank) aufgeteilt. Sie ist seit diesem Zeitpunkt wieder im 100-Prozent-Eigentum des Landes Niederösterreich.
Im September 2017 wurde der Bankbetrieb von Hypo Noe Gruppe Bank AG und Hypo Noe Landesbank AG zusammengeführt. Die fusionierte Bank firmiert ab dem 23. September 2017 unter dem Namen Hypo Noe Landesbank für Niederösterreich und Wien AG. Mittels Reintegration des Retail- und Wohnbaugeschäfts in die Kernbank werden die Effizienzsteigerungen im Wege einer geringeren Komplexität der Organisation sowie dem Heben von operativen Synergieeffekten sichergestellt.
Im Herbst 2012 eröffnete Generaldirektor Peter Harold im Namen der Hypo Noe Gruppe eine neue Konzernzentrale in St. Pölten mit einer Nettogeschoßfläche von rund 19.000 m². Neben diesen Infrastruktur-Maßnahmen will sich das Unternehmen laut Vorstand auch in seinen Geschäftsfeldern weiterhin auf eine nachhaltige Entwicklung im Bundesland Niederösterreich fokussieren und erstellt dazu seit 2013 einen Nachhaltigkeit-/CSR-Bericht.
Im Sommer 2020 wurde, nachdem die Bank erstmals in Österreich einen Green Bond in Verkehr gebracht hatte, das Nachhaltigkeitsrating der Bank durch die Rating-Agentur ISS ESG von C auf C+ angehoben.

## Konzernstruktur
Der Konzern der Hypo Noe Landesbank für Niederösterreich und Wien AG besteht aus:

### Hypo Noe Landesbank für Niederösterreich und Wien AG
Die Schwerpunkte des Produktportfolios liegen in der Finanzierung des sozialen und klassischen Infrastrukturbereichs, Unternehmens-, Projekt- und strukturierten Finanzierungen, ebenso wie Immobilienfinanzierungen und Treasury-Lösungen.

#### Vorstand
- Wolfgang Viehauser (Marktvorstand und Sprecher des Vorstandes)
- Udo Birkner (Finanz- und Risikovorstand)[9]

#### Aufsichtsrat
- Günther Ofner (Vorsitzender des Aufsichtsrates)
- Michael Lentsch (Vorsitzender-Stv. des Aufsichtsrates)
- Birgit Kuras
- Karl Schlögl
- Hubert Schultes
- Ulrike Prommer
- Johann Penz
- Sabina Fitz-Becha
- Peter Böhm (Betriebsrat)
- Franz Gyöngyösi (Betriebsrat)
- Claudia Mikes (Betriebsrat)
- Rainer Gutleder (Betriebsrat)

(Quelle:)

### Hypo Noe Leasing GmbH
Die Hypo Noe Leasing GmbH zeichnet insbesondere für das Leasinggeschäft mit der öffentlichen Hand sowie mit Körperschaften öffentlichen Rechts verantwortlich. Kompetenzen sind komplexe Immobilienleasingverträge mit Projektcharakter. Darüber hinaus umfasst das Angebotsspektrum Dienstleistungen und Services für die Abwicklung von Immobilienprojekten sowie die Steuerung und Gestionierung von Gesellschaften.

### Hypo Noe Immobilien Beteiligungsholding GmbH
Das Immobiliengeschäft des Hypo Noe Konzerns wird unter dem Dach der Hypo Noe Immobilien Beteiligungsholding GmbH gebündelt und umfasst die Hypo Noe Real Consult GmbH sowie die Hypo Noe First Facility GmbH. Mit dem Hauptziel ein Service aus einer Hand entlang der gesamten Wertschöpfungskette im Immobilienmanagement anzubieten, werden unterhalb der Holding das Facility- und Property Management, der Bereich Vertrieb/Makelei, die Cross-Selling-Agenden sowie die Bereiche Projektentwicklung und -steuerung geführt.

### Hypo Noe Versicherungsservice GmbH
Die Hypo Noe Versicherungsservice GmbH agiert als unabhängiger Makler und betreut die Kunden des Hypo Noe Konzerns in Versicherungsfragen.

## Sponsoring
Hypo Noe sponsert den Fußballverein SKN St. Pölten, die Damenhandballmannschaft Hypo Niederösterreich, die Herrenhandballmannschaft Förthof UHK Krems, den NÖ Frauenlauf, verschiedene Beachvolleyballteams und Snowboarder.
In der Kultur sponsert Hypo Noe die Niederösterreichische Kulturwirtschaft GmbH, die Niederösterreichische Landesausstellung und Die Garten Tulln.

## Kontroversen
Gegen die Hypo Noe oder deren Organe laufen keine Strafverfahren. Sämtliche Ermittlungen wurden 2017 eingestellt, da sich keinerlei Anhaltspunkte für Verfehlungen ergeben haben.
Zum einen wurde das Ermittlungsverfahren, das die Staatsanwaltschaft vor Jahren im Zusammenhang mit abgestürzten Wertpapieren der US-amerikanischen Investmentbank Lehman Brothers eingeleitet hat, 2017 eingestellt, da sich keine Anhaltspunkte für eine Verfehlung der Organe der Hypo Noe ergeben haben.
Zum zweiten „Augustus“: Hintergrund war, dass die Hypo Investmentbank im Jahr 2007 eine 20-Prozent-Beteiligung an der Augustus Funding Ltd. (Dublin) in Höhe von rund 800 Millionen Euro eingegangen ist und dabei 40 Millionen Euro verspekuliert haben soll. Laut Oesterreichischer Nationalbank (OeNB) und Finanzmarktaufsicht (FMA) sei bei diesen Investments die Großveranlagungsgrenze überschritten worden. Die Pönale der FMA in Höhe von 58 Millionen Euro wurde  im Jahr 2011 getätigt und im Jahresabschluss berücksichtigt. Diese Vorschreibung wurde von der Hypo Noe beim Verwaltungsgerichtshof angefochten, die Hypo Noe hat 2013 Recht bekommen und der Bank wurde der volle Betrag rücküberwiesen.